# Juzafinawa
Juzafinawa (biał. Юзафінава; ros. Юзефиново, Juziefinowo; hist. pol. Sutoki-Józefino, Józefin-Sutoki) – wieś na Białorusi, w obwodzie mińskim, w rejonie stołpeckim, w sielsowiecie Szaszki.

## Historia
W dwudziestoleciu międzywojennym osada Sutoki-Józefino leżała w Polsce, w województwie nowogródzkim, w powiecie stołpeckim, w gminie Rubieżewicze. W 1921 miejscowość liczyła 23 mieszkańców, zamieszkałych w 4 budynkach, wyłącznie Polaków wyznania rzymskokatolickiego.
Po II wojnie światowej w granicach Związku Sowieckiego. Od 1991 w niepodległej Białorusi.